# Resolución 1943 del Consejo de Seguridad de las Naciones Unidas
La resolución 1943 del Consejo de Seguridad de las Naciones Unidas, aprobada por unanimidad el 13 de octubre de 2010, acordó prorrogar el mandato de la Fuerza Internacional de Asistencia para la Seguridad (ISAF) en Afganistán un año más hasta el 13 de octubre de 2010 de acuerdo a lo autorizado en las resoluciones número 1386 (2001) y 1510 (2003).

## Contexto
La ISAF se creó en diciembre de 2001 tras la invasión de Afganistán por parte de fuerzas de la coalición de la Operación Libertad Duradera, liderada por Estados Unidos y coordinada por la Organización del Tratado del Atlántico Norte (OTAN). A fecha agosto de 2010, la ISAF estaba formada por 120.000 soldados de 47 países diferentes, de ellos 78.000 estadounidenses.

## Resolución

### Observaciones
En el preámbulo de la resolución 1943 el Consejo de Seguridad se reafirmó en su compromiso por la soberanía, independencia e integridad territorial de Afganistán. Se reafirmó además en las resoluciones anteriormente adoptadas número 1386 (2001), 1510 (2003), 1833 (2008), 1890 (2009) y 1917 (2010), todas ellas sobre Afganistán; las número 1267 (1999), 1368 (2001), 1373 (2001), 1822 (2008) y 1904 (2009) referentes a la erradicación del terrorismo; las resoluciones 1265 (1999), 1296 (2000), 1674 (2006), 1738 (2006) y 1894 (2009) sobre la protección de los civiles en los conflictos armados; las número 1325 (2000), 1820 (2008), 1888 (2009) y 1889 (2009) relativas a las mujeres y la paz y la seguridad; y finalmente las resoluciones 1612 (2005) y 1882 (2009) sobre los niños y los conflictos armados.
Se reconoció el papel que desarrollaba la Fuerza Internacional de Asistencia para la Seguridad de apoyo al Gobierno de Afganistán, destacando que la responsabilidad de mantener la seguridad en el país incumbía directamente a las autoridades locales. El Consejo de Seguridad valoró positivamente los avances obtenidos en materia de seguridad, gobernanza, derechos humanos, estado de derecho y desarrollo así como las cuestiones intersectoriales de la lucha contra los estupefacientes, la lucha contra la corrupción y la rendición de cuentas. Reconoció los esfuerzos que a su juicio estaba realizando la comunidad internacional, en especial la OTAN, para facilitar el proceso de transición en Afganistán y que las fuerzasde seguridad locales pudieran hacer asumieran el mando de las operaciones militares y policiales antes de 2014.
Por primera vez desde 2001 se apoyó el diálogo con fuerzas talibán llamando a todas las partes y los grupos afganos para que participen constructivamente en un diálogo político pacífico tal y como se acordó en la Jirga Consultiva de la Paz celebrada en Kabul en junio de 2010.
El Consejo de Seguridad mosotró su preocupación por la situación de seguridad en el país por el aumento en las actividades violentas y de actos terroristas, los cuales condenaba, así como por las consecuencias que estos hechos tenían sobre el pueblo afgano. Reconoció que tanto los talibán como Al-Qaida suponían una creciente amenaza para la seguridad en el país y expresó su grave preocupación por el aumento de víctimas civiles a su entender la gran mayoría de ellas causadas por los talibanes, Al-Qaida y otros grupos extremistas, reafirmando que se debían tomar las medidas necesarias para proteger a los civiles en los escenarios de conflicto armado. Se hizo especial mención además al reclutamiento de niños por las fuerzas de los talibanes en el Afganistán y por aquellos que resultaban muertos o gravemente heridos por efecto del conflicto.

### Acciones
Aludiendo al Capítulo VII de la Carta de las Naciones Unidas, el Consejo de Seguridad acordó en la resolución 1943 prorrogar por un periodo de 12 meses el mandato de la Fuerza Internacional de Asistencia para la Seguridad. Exhortó a los Estados miembros a reforzar la labor de la Fuerza Internacional mediante el aporte de personal, equipos y financiación; alentándoles además a alcanzar el objetivo de que las fuerzas de seguridad del Afganistán sean autosuficientes, responsables, estén equilibradas desde el punto de vista étnico y puedan velar por la seguridad y garantizar el estado de derecho en todo el país destacando la labor que deberían desempeñar el Ejército Nacional y la Policía Nacional del Afganistán.
El Consejo de Seguridad exhortó a la ISAF y al representante civil superior de la OTAN a que siguieran colaborando estrechamente con el Gobierno del Afganistán y con el representante especial del secretario general de las Naciones Unidas de acuerdo a lo indicado en la resolución 1917, colaborando también con las fuerzas de la coalición de la Operación Libertad Duradera en lo relativo a la ejecución del mandato de la fuerza.
Finalmente el Consejo de Seguridad acordó seguir ocupándose activamente de la cuestión de Afganistán dentro de su agenda.